# Wilhelm Ortmeyer
Wilhelm Ortmeyer (* 1901; † 1972) war ein deutscher Meteorologe und Direktor des Meteorologischen Dienstes der DDR.

## Leben
Wilhelm Ortmeyer studierte Meteorologie und promovierte. Seit etwa 1947 arbeitete er beim Meteorologischen Dienst in der Sowjetisch Besetzten Zone und wurde dort Leiter der Fachabteilung Wetterdienst. 1957 gehörte Ortmeyer zu den Gründungsmitgliedern der Meteorologischen Gesellschaft der DDR und wurde deren erster wissenschaftlicher Sekretär.
Ende 1962 übernahm er die Leitung des Meteorologischen und Hydrologischen Dienstes der DDR. 1963 wurde er außerdem stellvertretender Vorsitzender der Meteorologischen Gesellschaft der DDR.
1966 ging Wilhelm Ortmeyer im Alter von 65 Jahren in den Ruhestand. 1967 erhielt er als erster die Reinhard-Süring-Plakette der Meteorologischen Gesellschaft in Gold.